# Puigsallança
Puigsallança är en bergstopp i Spanien.   Den ligger i provinsen Província de Girona och regionen Katalonien, i den östra delen av landet, 600 km öster om huvudstaden Madrid. Toppen på Puigsallança är 1 027 meter över havet, eller 429 meter över den omgivande terrängen. Bredden vid basen är 22,1 km. Puigsallança ingår i Serra de les Medes.
Terrängen runt Puigsallança är huvudsakligen kuperad.Runt Puigsallança är det glesbefolkat, med 9 invånare per kvadratkilometer. Närmaste större samhälle är Olot, 10,5 km nordväst om Puigsallança. I omgivningarna runt Puigsallança växer i huvudsak blandskog.